# Oléoyl-estrone
L'oléoyl-estrone (OE) est un ester d'acide gras et d'estrone. C'est une hormone circulant naturellement dans les animaux incluant les hommes. Son effet sur la perte de matières grasses chez les rats a été signalé pour la première fois en 1996 dans l'International Journal of Obesity and Related Metabolic Disorders.
Les recherches sur les animaux ont été conduites par le groupe de recherches Nitrogen-Obesity à l'université de Barcelone.
Le composé provoquait une perte de masse graisseuse tout en préservant les stocks de protéines dans les animaux, ce qui est le but d'un médicament anti-obésité étant donné que la perte de protéines est un effet secondaire indésirable (et dans une certaine mesure inévitable) de la perte de masse graisseuse par restriction calorique.

## Mode d'action
L'oléoyl-estrone fonctionne en réduisant l'absorption de calories sans régime (un régime associé à OE a mené à une perte de protéines) tout en maintenant les dépenses d'énergie. Cette hormone mène les tissus adipeux à compenser les déficits en énergie plutôt que les stocks de protéines.

## Recherche
La molécule a été largement étudiée sur plusieurs races d'animaux et s'est montrée efficace dans à peu près toutes les études. Un résultat surprenant qui ressortit des études sur les animaux est que les animaux traités avec OE maintiennent leur perte de masse graisseuse après l'arrêt du traitement. La maintenance de la perte de poids est l'aspect le plus difficile des traitements contre l'obésité et donc cet effet est prometteur.
Une théorie laisserait penser que l'administration d'OE pour maintenir des niveaux d'OE supérieurs à la normale dans le plasma signalerait au corps qu'il y a un excès de graisses et induirait une perte de poids.
Une recherche récente montre que la corticostérone inhibe les effets de mobilisation des graisses d'OE dans les rats femelles ayant subi une ablation des glandes surrénales.
Le groupe de recherche a monté une compagnie appelée Oleoyl-Estrone Developments en 2001, incluaant Dr Marià Alemany comme fondatrice, qui est aussi détentrice d'un brevet de 1998 (U.S. Patent 5,798,348) pour les esters d'acides gras et d'estrone, incluant OE, en relation avec la perte de poids.
Le groupe a étudié les effets de la prise orale d'OE sur le Dr Marià Alemany qui souffrait d'une obésité morbide. Il s'est montré efficace pour la première fois dans la perte de masse graisseuse chez l'être humain et aussi une maintenance (et augmentation) de la perte de poids pendant les périodes de deux mois de repos entre les traitements de trois semaines. Et ceci sans effectuer de régime en parallèle.

## Développement clinique
Une licence exclusive mondiale a été vendue à Manhattan Pharmaceuticals en 2002. La première phase d'essais a été conduite en Suisse. Les résultats ont montré qu'OE était sans dangers et menait à une perte de poids après seulement sept jours de traitement, et cette perte de poids était maintenue pendant les trois semaines suivant l'arrêt du traitement.
En juin 2006 une deuxième phase d'essais sur 100 patients a commencé. Elle incluait deux périodes de traitement de 14 jours suivies chacune de 28 jours sans traitement destinés à élucider les meilleures méthodes de dosage et en particulier la maintenance de la perte de poids qui a été montrée. Cet essai a été à l'origine mené dans un seul centre en Suisse, mais en novembre 2006 on a annoncé que l'essai a été étendu à deux cliniques aux États-Unis.
Un essai supplémentaire a été commencé en octobre 2006. Il était destiné à évaluer l'efficacité du médicament sur les patients souffrant d'obésité morbide.
Le 10 juillet 2007 Manhattan Pharmaceuticals annonça que la deuxième phase d'études pour l'administration orale d'oléoyl-estrone a échoué. Les études n'ont montré aucun effet clinique ou statistique signifiant en comparaison du placebo.